# 秦春成
秦春成（1966年5月—），广西贵港人，汉族，中国共产党党员。中华人民共和国政治人物、第十三届全国人民代表大会广西壮族自治区代表。

## 生平
2015年12月，任广西壮族自治区侨务办公室主任；
2017年11月，任桂林市人民政府市长；
2021年6月，任中共河池市委书记。
2018年，秦春成被选为广西壮族自治区出席第十三届全国人民代表大会代表。